# もう少しまじめにやっておくべきだった
『もう少しまじめにやっておくべきだった』( - すこ - )は、ロマンポルシェ。のベストアルバム。

## 概要
ロマンポルシェ。の結成10周年を記念した、新曲、新説教、新録含むベストアルバム。

## 収録曲

### Disc1
1. 首なしライダー
2. ロマンポルシェ。のテーマ
3. MTR Baby
4. 暴力大将
5. 男道コーチ屋稼業(ManishEdit)
CD初収録バージョン
6. モルタル王子
7. 神社建立3001
8. 変質者+人格者≦貴方
9. I Feel Love
10. 解剖室
11. 親父のランジェリー2 
バンドバージョンによる新録。演奏はCOALTAR OF THE DEEPERS
12. 全裸で書いたラブレター
13. 暴走金色夜叉
14. 新島で死にたい
15. 下半身警察
16. ハンバーガー・レディ
17. 炭水化物は胃にたまる
新曲
18. 男は橋を使わない

### Disc2
- 説教がいくつか入っています。